# Дроздовые
Дроздо́вые (лат. Turdidae) — семейство мелких и среднего размера певчих птиц, распространённых как в восточном, так и в западном полушарии. Представители семейства известны прежде всего своим мелодичным пением, что выгодно выделяет их среди других птиц. 
Классификация семейства находится в стадии пересмотра — разные таксономические системы дают различное представление о семействе. В частности, третье издание книги Howard & Moore Checklist, перечисляющей все известные виды птиц, 180 видов (в том числе каменные дрозды, соловьи, варакушки, зарянки, горихвостки, чеканы ) из более чем 300, традиционно причисляемых к дроздовым, относит к семейству мухоловковых.

## Распространение

### Ареал

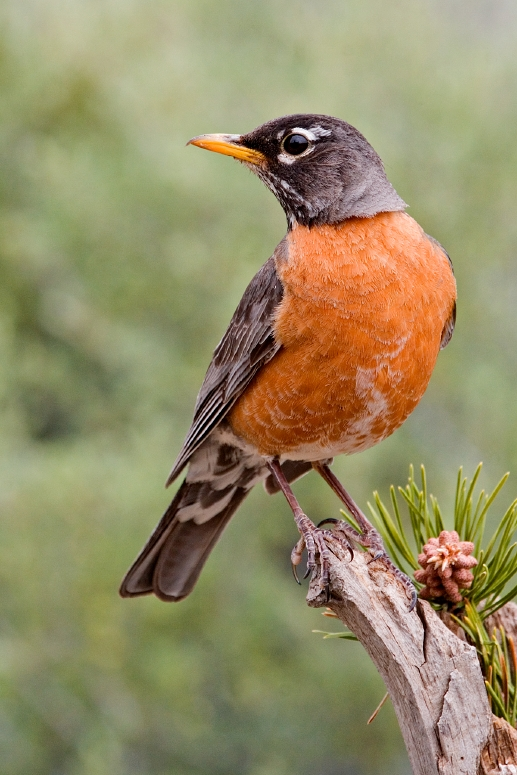
Странствующий дрозд (Turdus migratorius)

Дроздовые распространены по всему миру, за исключением полярных областей и некоторых отдалённых островов. Белоспинный дрозд (Turdus kessleri) гнездится исключительно в хвойных лесах в Гималаях на западе Китая и в Непале. В основном всё же дроздовые обитают на значительной площади: например, странствующий дрозд распространён практически на всей территории Северной Америки и даже иногда залетает в Европу. Ареал чёрного дрозда, включая интродуцированные популяции, является одним из самых больших среди всего семейства: его можно увидеть гнездящимся в Европе, Южной и Юго-Восточной Азии, Северной Африке, Австралии и Новой Зеландии.

### Миграция
Птицы, обитающие в умеренных широтах, являются перелётными. Популяции певчего дрозда (Turdus philomelos), обитающие на севере Европы и в Гренландии, в зимнее время также перебираются на район Средиземного моря и в Северную Африку. С другой стороны, птицы, живущие в тропиках и субтропиках, ведут оседлый образ жизни либо кочуют на небольшие расстояния.

### Места обитания
Дроздовые — главным образом лесные птицы, обитающие в лесистой местности, зарослях кустарников, в расселинах скал, на обрывах, а также в городских садах и парках с большим количеством древесной растительности. Условия обитания отдельных видов могут быть как достаточно специфическими, так и включать в себя довольно широкий диапазон. Некоторые виды живут вблизи от человеческого жилья и даже обустроились внутри урбанизированных городов. Например, странствующий дрозд свободно гнездится в парках Нью-Йорка: Центральном и Проспект парках. Ещё один обитатель Северной Америки, восточная сиалия (Sialia sialis), предпочитает селиться не только в природном редколесье, но и обживает культурные цветники и сады.

## Описание

### Общая характеристика
Небольшие и среднего размера птицы, стройные, подвижные, плотного телосложения.  Самый крупный вид — синяя птица (Myophonus caeruleus) с длиной 33 см и весом около 178 г. Все виды имеют близкие морфологические характеристики: очертания тела, длина ног и хвоста и особенности строения клюва. Одной из характерных особенностей дроздовых является их привычка отдыхать со слегка опущенными крыльями, что создаёт впечатление присевшей птицы. Кроме того, все дроздовые передвигаются по земле прыжками.
Клюв сильный, прямой, скорее тонкий, с открытыми ноздрями, часто слегка загнут на кончике. Крылья в большинстве случаев закруглённые, за исключением некоторых перелётных видов, у которых они более длинные и суженные на концах; имеют 10 первостепенных маховых перьев. Кроющие перья крыльев, как правило, очень короткие. Хвост прямоугольной формы, состоит из 12 рулевых перьев. Ноги средней длины, довольно сильные, имеют сросшиеся роговые пластинки, как правило более крупные и плотные по сравнению с другими родственными группами птиц. Хохолки, горловые мешочки, кольца перьев вокруг шеи и другие выделяющиеся особенности отсутствуют. Оперение по своей цветовой гамме может быть очень разнообразным, от яркого и контрастного до скромного и покровительственного, однако всё же преобладают спокойные, неяркие тона. В период размножения у многих видов на спине заметны многочисленные светлые пятнышки, а на брюшке тёмные. Половой диморфизм может быть как выраженным, так и нет. Например, у чёрных дроздов (Turdus merula) самцы выглядят полностью чёрными, тогда как самки тёмно-бурыми с более светлой грудкой и беловатым горлом. С другой стороны, у странствующего дрозда (Turdus migratorius) оба пола выглядят практически одинаково.

### Размножение
Все дроздовые в основном моногамны, но при случае самка или самец могут иметь и дополнительного партнёра. В случае миграции к местам гнездовий прилетают рано, а покидают их поздно. В период размножения самцы самозабвенно поют, подзывая самок. Гнездо строится рано, ещё до появления листвы, преимущественно самкой, чаще всего на ветвях деревьев и кустарников (как у деряб (Turdus viscivorus)) либо на прямо на земле, реже в дуплах или норах. Живущие в населённых пунктах птицы, такие как чёрные или странствующие дрозды, могут использовать для строительства гнезда и городскую инфраструктуру вроде светофоров и навесов либо неиспользуемую хозяйственную утварь, такую как перевёрнутые вёдра или рыбачьи лодки. У большинства видов гнездо имеет глубокую чашеобразную форму и состоит из множества веточек, скреплённых травой, илом, грязью или навозом.
Количество и размер кладок сильно варьирует у разных видов.  Восточная сиалия (Sialia sialis) способна отложить 3—7 яиц два или три раза в год. В любом случае смертность среди птенцов высокая, и в результате за сезон выживают только один-два птенца, остальные погибают от болезней, голода, хищников или несчастных случаев. Яйца чаще всего с краплением, реже одноцветные. Птенцы вылупляются слепые и голые и первоначально покрываются пухом.

### Питание
Преимущественно насекомоядные, многие виды питаются различными насекомыми и их личинками, дождевыми червями, ягодами и другими плодами растений. Среди исключений можно назвать каменных дроздов (Monticola spp.), питающихся исключительно животной пищей. Певчий (Turdus philomelos) и африканский (Turdus pelios) дрозды, а также малабарская синяя птица (Myophonus horsfieldii) в местах, где имеется такая возможность, разбивают о скалы улиток и употребляют в пищу их содержимое.
Как правило, птицы этого семейства ищут себе корм на земле, прислушиваясь к посторонним звукам, ковыряясь в ворохе опавшей листвы либо среди корней кустарников. Сиалии (Sialia) кормятся на деревьях среди листьев либо ловят насекомых на лету.

### Социальное поведение

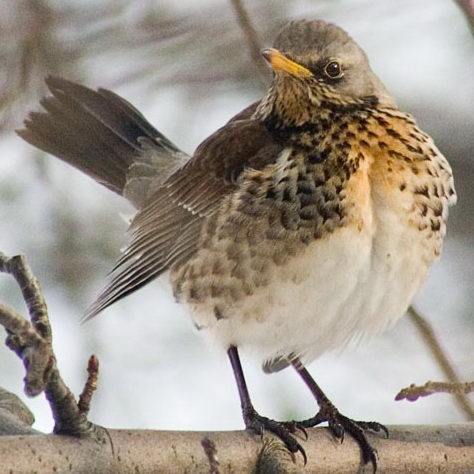
Рябинник (Turdus pilaris)

Дроздовые круглый год придерживаются своей обособленной территории, выбрав которую громко поют, привлекая самок и предупреждая самцов. Охраняют от других птиц как своё гнездо, так и кормовую территорию — например, ягодный куст. Многие птицы ночуют группами — например известно, что рябинники (Turdus pilaris) собираются большой группой до 20 тыс. особей.

## Классификация
В семейство включают 191 вид, объединённых в 17 родов, часть из которых монотипические:
- Catharus Bonaparte, 1850 — Короткоклювые дрозды (13 видов)
- Chlamydochaera Sharpe, 1887 — Черногрудые личинкоеды
  - Chlamydochaera jefferyi Sharpe, 1887 — Черногрудый личинкоед
- Cichlopsis Cabanis, 1851
  - Cichlopsis leucogenys Cabanis, 1851 — Красноспинный дрозд-отшельник
- Cochoa Hodgson, 1836 — Кохоа (4 вида)
- Entomodestes Stejneger, 1883 — Кларино (род) (2 вида)
  - Entomodestes leucotis (Tschudi, 1844) — Трёхцветный кларино
  - Entomodestes coracinus (Berlepsch, 1897) — Чёрный кларино
- Geokichla S. Müller, 1836 (21 вид)
- Grandala Hodgson, 1843 — Лазоревые птицы, или грандалы
  - Grandala coelicolor Hodgson, 1843 — Лазоревая птица
- Hylocichla S. F. Baird, 1864 — Лесные дрозды, или древесные дрозды
  - Hylocichla mustelina (J. F. Gmelin, 1789) — Лесной дрозд, или древесный дрозд
- Ixoreus Bonaparte, 1854 — Изменчивые дрозды
  - Ixoreus naevius (J. F. Gmelin, 1789) — Изменчивый дрозд, или разноголосый дрозд, или ошейниковый земляной дрозд
- Myadestes Swainson, 1838 — Дрозды-отшельники (12 видов)
- Neocossyphus G. A. Fischer, 1884 — Дроздовые горихвостки (2 вида)
- Pinarornis Sharpe, 1876
  - Pinarornis plumosus Sharpe, 1876 — Камнелаз
- Ridgwayia Stejneger, 1883
  - Ridgwayia pinicola (P. L. Sclater, 1859) — Мексиканский земляной дрозд
- Sialia Swainson, 1827 — Лазурные птицы, или сиалии (3 вида)
- Stizorhina Oberholser, 1899 (2 вида)
- Turdus Linnaeus, 1758 — Настоящие дрозды, или дрозды (104 вида)
- Zoothera Vigors, 1832 — Земляные дрозды (21 вид)